# یواس‌اس مک‌کین (دی‌دی-۹۰)
یواس‌اس مک‌کین (دی‌دی-۹۰) (به انگلیسی: USS McKean (DD-90)) یک کشتی انگلیسی است که طول آن ۹۶٫۱۴ متر (۳۱۵٫۴ فوت) بوده. این کشتی در سال ۱۹۱۸ ساخته شد.